# Градиште (Миљковац)
Градиште је назив за остатке тврђаве у Србији, која се налази на истоименом узвишењу (око 390 m нмв) изнад речице Студена вода, источно од села Миљковац, северно од Ниша. Сматра се да се на том месту налази рановизантијско утврђење из доба Јустинијана I (527—565), а у његовој унутрашњости су нађени темељи апсиде базилике, која је била живописана, пошто су у њеној унутрашњости нађени фрагменти фреско-малтера.
Насупрот Градишта, налази се узвишење на чијем врху се налазе остаци тврђаве Железник, а у близини су и рушевине истоименог средњовековног манастира.